# 難波戦記
難波戦記（なにわせんき・なんばせんき）もしくは大坂軍記（おおさかぐんき）は、大坂の陣についての軍記物。寛文年間に編まれたとされる。

## 構成
12巻12冊本が最初に作られ、その後増補されていった。増補版では、特に、1672年（寛文12年）刊行の三宅可参（衝雪斎）の序跋をもつものが普及した。
なお、真田信繁の通称である「幸村」は生前の史料には見えないとされており、この「幸村」の名前の初出の文献が『難波戦記』とされている。